# Liste von Malern/T
Die folgende Liste führt möglichst umfassend Maler aller Epochen auf.
Die Liste ist soweit vorhanden alphabetisch nach Nachnamen geordnet.

## Ta… bis Th…
Taeuber-Arp, Sophie (1889–1943), Deutschland, Schweiz und Frankreich
Tahedl, Heinrich (1907–1985), Österreich
Tait, Neal (* 1965), England
Tajiri, Shinkichi (1923–2009), US-Amerikaner japanischer Abstammung
Takebe Ayatari (1719–1774), Japan
Tal-Coat, Pierre (1905–1985), Frankreich
Tanaami, Keiichi (1936–2024), Japan
Tavella, Carlo Antonio (1668–1738), Italien
Tam, Reuben (1916–1992), USA
Tamayo, Rufino (1899–1991), Mexiko
Tamm, Franz Werner (1658–1724)
Tanabe, Nao (* 1972), Japan
Tancredi, Filippo (1655–1722), Italien
Tani Buncho (1763–1841), Japan
Tanner, Henry Ossawa (1859–1937), USA, Realismus
Tanning, Dorothea (1910–2012), USA
Tanzio da Varallo, eigtl. Antonio D’Enrico (um 1575/80–1632/33), Italien
Tàpies, Antoni (1923–2012), Spanien, Abstrakter Expressionismus
Tappert, Georg (1880–1957), Deutschland, Expressionismus, Berliner »Neuen Secession«
Taraval, Guillaume Thomas (1701–1750), Frankreich/Schweden
Tarnóczy, Bertha von (1846–1936), Österreich
Tassaert, Henriette-Félicité (1766–1818), Frankreich
Tassi, Agostino (1580–1644), Italien
Tatlin, Wladimir (1885–1953), Russland, Avantgarde, Konstruktivismus
Tecklenborg, Johanna (1851–1933), Bremerhaven, München, Deutschland
Tegtmeyer, Wilhelm (1895–1968), Deutschland
Teichlein, Anton (1820–1879), Deutschland
Teichmann, Alfred (1903–1980), Deutschland, Landschaften
Teige, Karel (1900–1951), Tschechien
Tejada, Lucy (1920–2011), Kolumbien
Tejima, Yūkei (1901–1987), Japan
Télémaque, Hervé (1937–2022), Haiti/Frankreich
Tempel, Abraham Lambertsz. van den (1622–1672), Niederlande, Barock
Templeton, Iris (* 1973), Deutschland
Tencalla, Carpoforo (1623–1685)
Tenier der Ältere, David (1582–1649)
Tenier der Jüngere, David (1610–1690), Barock
Teodoro d’Errico (eigentlich: Dirck Hendricksz.; 1542/44–1618), Niederländer in Italien, Manierismus
Terrani, Marcel (* 1969) Köln, Deutschland, Pop Art
Tesdorpf-Edens, Ilse (1892–1966), Deutschland
Teuber, Hermann (1894–1985), Deutschland
Thakur, Rabindranath (1861–1941), Indien
Thalheimer, Paul (1884–1948)
Than, Mór (1828–1899), Ungarn, Realismus
Theander, Emili (* 1984), Schweden, Deutschland
Thedy, Max Marc (1858–1924), Deutschland
Theen, Lutz (1913–2001), Deutschland
Theer, Adolf (1811–1868), Österreich
Theer, Albert (1815–1902), Österreich
Theer, Robert (1808–1863), Österreich
Therbusch, Anna Dorothea (1721–1782), Deutschland
Thesleff, Ellen (1869–1954), Finnland
Theuerjahr, Heinz (1913–1991), Deutschland
Thiebaud, Wayne (1920–2021), USA
Thiel, Heiner (1957), Deutschland
Thiel, Johannes (1889–1962), Deutschland
Thiele, Johann Alexander (1685–1752)
Thiele, Johann Friedrich Alexander (1747–1803)
Thielen, Jan Philip van (1618–1667)
Thieler, Fred (1916–1999), Deutschland, Informel
Thiem, Paul (1858–1922), Deutschland
Thieme, Leopold (1880–1963)
Thiermann, Adolf (1899–1993)
Thierry, Wilhelm (1761–1823)
Thiersch, Günther (1914–1986), Deutschland
Thiersch, Ludwig  (1825–1909), Deutschland
Thoma, Cella (1858–1901), Deutschland
Thoma, Hans (1839–1924), Deutschland, Symbolismus
Thoma, Josef (1828–1899), Österreich
Thomas, Alma (1894–1978), USA, Abstrakter Expressionismus
Thompson, Bob (1937–1966), USA, Expressionismus
Thoms, Ernst (1896–1983), Deutschland, Neue Sachlichkeit
Thomson, Alfred (1894–1979), Großbritannien
Thomson, Hugh (1860–1920), Irland
Thon, William (1906–2000), USA
Thöny, Wilhelm (1888–1949), Österreich
Thopas, Johannes (1625–1700), Niederlande
Thoren, Otto von (1828–1889), Österreich,
Thorn Prikker, Jan (1868–1932), Niederlande, Jugendstil
Thornhill, James (1675–1734), England, Dekorative Malerei
Thouret, Nikolaus Friedrich von (1767–1845), Deutschland
Thuar, Hans (1887–1945), Deutschland, Rheinischen Expressionismus
Thulden, Theodoor van (1606–1669), Spanische Niederlande, Barock
Thumann, Paul (1834–1908), Deutschland
Thurmann, Hans Werner (* 1950), Deutschland

## Ti… bis Tz…
Tibaldi, Pellegrino (1532–1598), Italien
Tidemand, Adolph (1814–1876), Norwegen
Tiepolo, Giovanni Battista (1696–1770), Italien
Tiepolo, Giovanni Domenico (1727–1804), Italien
Tihanyi, Lajos (1885–1938), Ungarn
Tilborgh, Gillis van (1625–1678), Flandern
Tilsner, Kurt (1909–1989), Deutschland
Tilson, Joe (1928–2023), Großbritannien
Timmling, Walter (1897–1948), Deutschland
Timner, Carl (1933–2014), Deutschland
Ting, Walasse (1929–2010), China
Tintoretto, Domenico (1560–1635)
Tintoretto, Jacopo (1518–1594)
Tintoretto, Marco (1560–1637)
Tinzmann, Julius (1907–1982)
Tirrito, Fedele (1717–1801), Sizilien
Tischbein, Amalie (1757–1839)
Tischbein, Anton Wilhelm (1730–1804)
Tischbein, August (1768–1848)
Tischbein, Caroline (1783–1843)
Tischbein, Johann Anton (1720–1784)
Tischbein, Johann Friedrich August (1750–1812)
Tischbein der Ältere, Johann Heinrich (1722–1789)
Tischbein der Jüngere, Johann Heinrich (1742–1808)
Tischbein, Johann Heinrich Wilhelm (1751–1829)
Tischbein, Johann Jacob (1725–1791)
Tischbein, Johann Valentin (1715–1768)
Tischbein, Magdalena Margaretha (1763–1846)
Tischler, Heinrich (1892–1938), Deutschland
Tissot, James (1836–1902), Frankreich
Tito, Ettore (1859–1941), Italien
Tito, Santi di (1536–1603), Italien
Tizian (zwischen 1477 und 1490–1576)
Tjampitjin, Boxer Milner (* 1935)
Tobey, Mark (1890–1976), USA
Toledo, Amelia Amorim (1926–2017), Brasilien
Toledo, Francisco (1940–2019), Mexiko
Toledo, Irma Rafaela (1910–2002)
Toma, Matthias Rudolf (1792–1869), Österreich
Tomaselli, Fred (* 1956), USA
Tombrock, Hans (1895–1966), Deutschland
Tominz, Giuseppe (1790–1866), Italien
Tomlin, Bradley Walker (1899–1953), USA
Tomm, Herbert (* 1953), Deutschland
Tommaso da Modena (* um 1325), Italien
Tommé, Luca di (um 1330–nach 1389), Italien
Tonitza, Nicolae (1886–1940), Rumänien
Tonnellier, Franz (1816–1881), Deutschland
Tooker, George (1920–2011), USA
Topp, Arnold (1887–1960), Deutschland
Torelli, Felice (1667–1748), Italien
Tornioli, Niccolò (nach 1598–1651), Italien
Tornquist, Jorrit (* 1938), Österreich, Italien
Torre, Giulio del (1856–1932), Italien
Torre, Flaminio (1620–1661), Italien
Torres García, Joaquín (1874–1949), Uruguay
Tosini, Michele (1503–1577)
Toulouse-Lautrec, Henri de (1864–1901)
Town, Harold (1924–1990), Kanada
Trampedach, Kurt (1943–2013), Dänemark
Traut, Hans (1453–1515), der Jüngere
Traversi, Gaspare (1722/23–1770), Italien
Traylor, Bill (1854–1947)
Trémolières, Pierre Charles (1703–1739), Frankreich
Trepte, Oskar (1890–1969)
Treu (Künstlerfamilie) (18./19. Jahrhundert)
Trevisani, Angelo (1669–1752), Italien
Trevisani, Francesco (1656–1746), Italien
Tricomi, Bartolomeo (um 1630–1709), Italien
Triegel, Michael (* 1968)
Triik, Nikolai (1884–1940), Estland
Trillhase, Adalbert (1858–1936)
Trinquesse, Louis-Roland (um 1745–1799), Frankreich
Tripmacker, Heino D. (1931–1985)
Triva, Antonio Domenico (1626–1699), Italien
Trixl, Daniela (* 1974)
Trockel, Rosemarie (* 1952)
Troendle, Hugo (1882–1955)
Tröger, Fritz (1894–1978)
Troger, Paul (1698–1762)
Trökes, Heinz (1913–1997)
Trost, Otmar (* 1977)
Trouillebert, Paule Desiré (1831–1900), Frankreich
Trova, Ernest (1927–2009), USA
Troyon, Constant (1810–1865)
Trübner, Wilhelm (1851–1917)
Trumbull, John (1756–1843), USA
Trump, Georg (1896–1985)
Trümper, August (1874–1956)
Trutowski, Konstantin (1826–1893)
Tscheremnych, Michail (1890–1962)
Tschirch, Egon (1889–1948)
Tschistjakow, Pawel Petrowitsch (1832–1919), Russland
Tübke, Angelika (* 1935)
Tübke, Werner (1929–2004)
Tucholski, Herbert (1896–1984)
Tügel, Otto Tetjus (1892–1973)
Tura, Cosmè (um 1430–1495), Italien
Turcato, Giulio (1912–1995), Italien
Turchi, Alessandro (1578–1649), Italien
Turner, William (1775–1851)
Turturro, Ralph
Tuxen, Laurits (1853–1927), Dänemark
Tuymans, Luc (* 1958)
Twachtman, John Henry (1853–1902), USA
Twardowicz, Ann (1929–1973)
Twombly, Cy (1928–2011)
Tworkov, Jack (1900–1982), US-Amerikaner polnischer Abstammung
Tymmermann, Franz (um 1515–nach 1540)
Tyson-Mosley, Barbara (* 1950)
Tyzack, Michael (1933–2007), Großbritannien
Tzanes, Emmanuel (1610–1690)